# ماريوس سترافينسكي
ماريوس سترافينسكي (بالإنجليزية: Marius Stravinsky)‏ هو موزع بريطاني، ولد في 13 مارس 1979 في ألماتي في كازاخستان.